# Бэнкс, Томас
Томас Бэнкс (англ. Thomas Banks; 1735—1805) — известный английский скульптор XVIII века.

## Биография
Родился 29 декабря 1735 года в Лондоне в семье Уильяма Бэнкса, геодезиста и распорядителя земель герцога Бофорта.
Начальное образование получил в городе Росс-он-Уай. Рисованию его обучал отец. С 1750 по 1756 годы Томас работал подмастерьем у лондонского резчика по дереву Уильяма Барлоу. В свободное время он занимался скульптурой, некоторые вечера проводил в студии фламандского эмигранта — скульптора Peter Scheemakers. В этот же период работал с английским архитектором Уильямом Кентом. До 1772 года, когда на стипендию для студентов Королевской академии художеств Бэнкс поехал в Рим, он успел выставиться в Англии с несколькими своими работами.

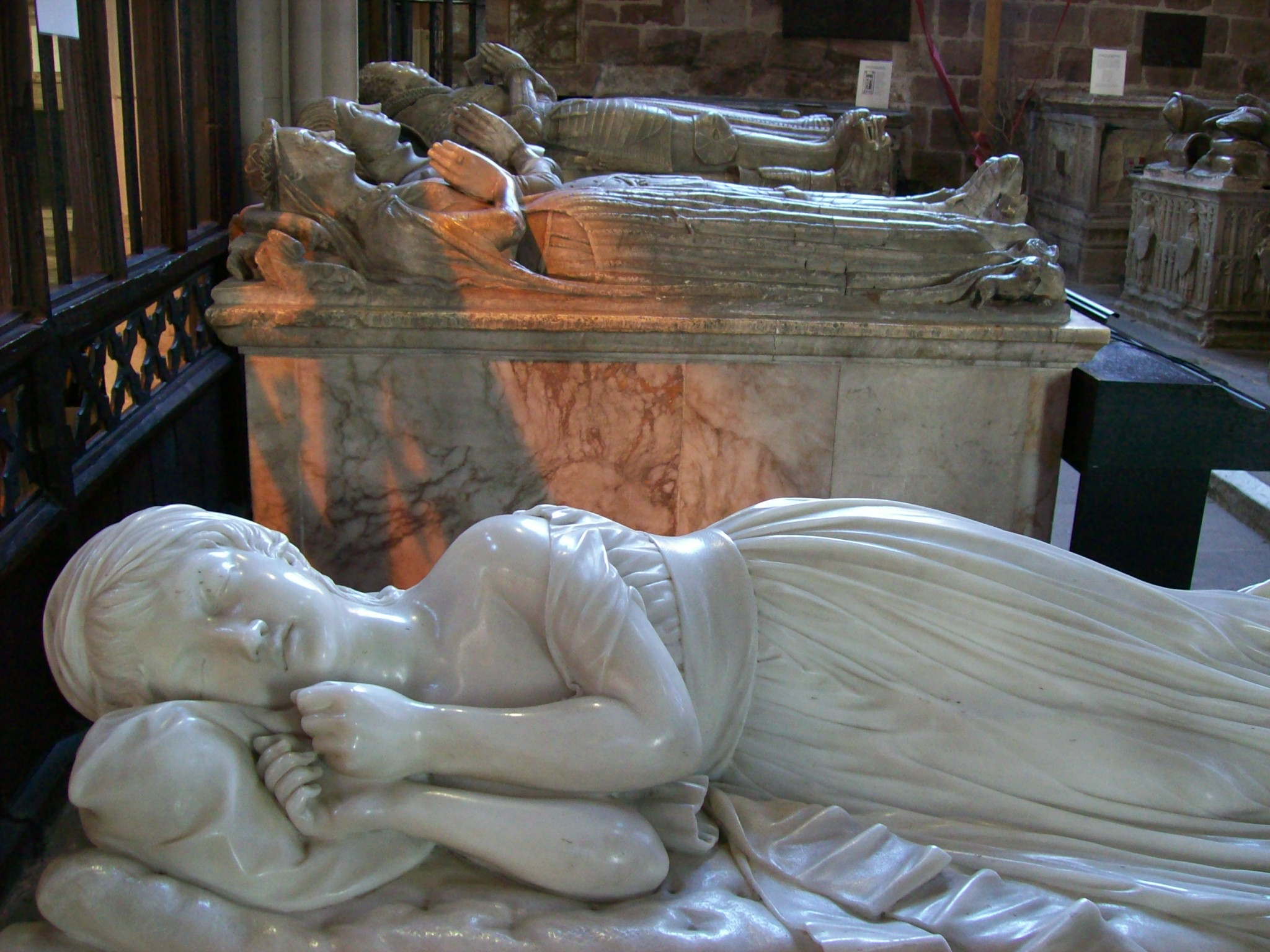
Надгробие Пенелопы Бутби

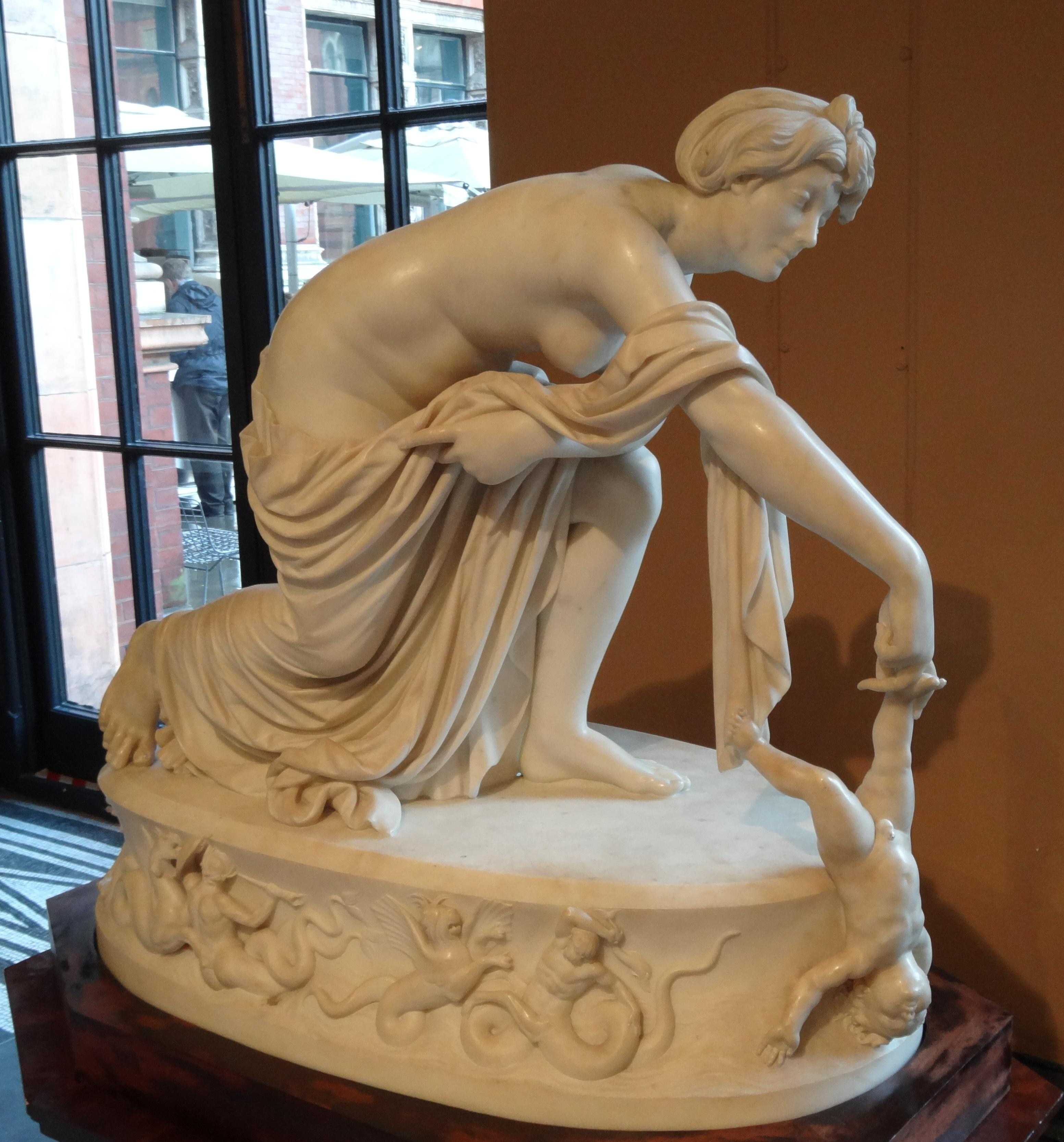
Скульптура Фетида окунает Ахилла в реку Стикс

Вернувшись домой в 1779 году, проявил интерес к классической скульптуре. Провёл два года в России, где встречался в Санкт-Петербурге с императрицей Екатериной II, которая приобрела его работу Cupid Tormenting a Butterfly. Вернувшись в Англию, создал масштабное произведение Achilles Mourning the Loss of Briseis. В 1784 году был избран ассоциированным членом Королевской академии, а в следующем году — полноправным её членом.
Умер 2 февраля 1805 года в Лондоне. Похоронен на кладбище Paddington Churchyard. В Вестминстерском аббатстве в его честь установлен памятник.

## Труды
Многие работы скульптора находятся в настоящее время в соборе Святого Павла и в Вестминстерском аббатстве. Бронзовый бюст генерал-губернатора Индии Уоррена Гастингса представлен в лондонской Национальной портретной галерее.
Интересно, что в 1801 году Томас Бэнкс вместе с художниками Бенджамином Уэстом и Ричардом Косвеем провели эксперимент над телом казнённого преступника, чтобы проверить, насколько правильно с точки зрения анатомии человека в мировом искусстве изображается распятый Иисус Христос. Преступником был неудавшийся дуэлянт, застреливший своего безоружного оппонента. Тело было снято с виселицы, кожа была частично снята, и тело было повешено на крест, после чего с него был сделан слепок, который выставлялся публично..
В 1793 году создал надгробие Пенелопы Бутби, где изобразил по просьбе отца умершую шестилетнюю девочку спящей, подложив руки под голову.